# 水滸傳之英雄本色
《水滸傳之英雄本色》，是1993年上映的一部香港動作電影，由陳會毅執導，梁家輝、徐錦江、王祖賢、劉青雲、午馬、單立文等領銜主演。劇情講述水滸英雄林沖和魯智深的故事。徐錦江憑本片入圍第13屆香港電影金像獎最佳男配角提名。

## 劇情概要
八十萬禁軍教頭林沖為人忠義，深受朝廷器重，有『武痴』之稱。一日，林沖在五台山巧遇花和尚魯智深，二人惺惺相惜，結為兄弟。魯為免義弟官場受挫，屢勸林齊上梁山泊，惜林為忠義拒絕。
林沖遇仇五，又成莫逆之交。朝廷奸臣高俅之義子高衙內，垂涎林妻之美色，而其手下陸謙一心奪取八十萬禁軍教頭之職銜，和高俅和高衙內一起設計陷害林沖。林被高俅陷害，在朝廷丞相保護下，最終被判押解滄州道充軍。而林妻為保貞操，被高衙内失手杀死，幫助林沖的丞相事後也招到陸謙殺害了。高衙內得知林沖沒死，帶著陸謙和所有官兵，前往滄州道企圖殺害林沖。仇五負傷通知林沖，此時魯智深為救義弟，兩人一起合力大戰官兵，最後林沖手刃陸謙、高衙內，為愛妻及仇五，還有丞相報了仇。最後林沖本人自己身負重傷不願意與魯智深上梁山，而魯智深生氣林沖固執想丟下林沖不管離開，但還是秉持著出家人慈悲為懷的精神帶林沖上梁山，兩人之後成為了梁山泊的水滸英雄。

## 主要演員
| 演員   | 角色     | 粵語配音 | 備註 |
| ------ | -------- | -------- | --- |
| 梁家輝 | 林沖     | 朱子聰   | 梁山一百單八將之一。東京八十萬禁軍槍棒教頭，人稱「豹子頭」，重情義的豪傑。                                                     |
| 王祖賢 | 林沖之妻 | 沈小蘭   | 林沖妻子，其美貌被高衙內覬覦，林沖被發配充軍後無人保護又遭高衙內調戲，為保名節反抗而死。                                       |
| 徐錦江 | 魯智深   | 高翰文   | 梁山一百單八將之一。姓魯名達，出家後法名智深，人稱「花和尚」。                                                                 |
| 劉青雲 | 仇五     | 劉青雲   | 原創角色，慕林沖武名而與之結交的好漢，善使刀。為保林妻而與官兵互鬥受傷，後來闖草料場通知林沖而與官兵激戰，被陸謙一刀斬飛頭顱。 |
| 單立文 | 高衙內   | 單立文   | 高俅之義子，仗勢調戲民女的登徒子。後來被林沖一槍劈成兩截。                                                                     |
| 林威   | 陸謙     | 陳欣     | 林沖同僚兼好友。見利忘義的小人，在林沖流放之後，和富安奉高俅之命去害死林沖，結果反被殺。                                       |
| 劉洵   | 高俅     | 周永光   | 宋徽宗的寵臣，當朝太尉之一，權傾天下的大奸臣。                                                                                 |
| 午馬   | 宿元景   | 楊捷康   | 朝廷重臣，位居宰相，保護林沖力抗高俅的忠臣，後來被陸謙殺死。                                                                   |
| 惠天賜 | 雷橫     | 陳偉權   | 梁山一百單八將之一。人稱「插翅虎」。                                                                                           |
| 太保   |          |          | 高衙内的手下。 |

## 獎項
| 年份 | 頒獎典禮             | 獎項       | 名字   | 結果 |
| ---- | -------------------- | ---------- | ------ | ---- |
| 1994 | 第13屆香港電影金像獎 | 最佳男配角 | 徐錦江 | 提名 |

## 外部連結
- 香港影庫上《水滸傳之英雄本色》的資料（繁體中文）
- 開眼電影網上《水滸傳之英雄本色》的資料（繁體中文）
- 豆瓣电影上《水滸傳之英雄本色》的資料 （简体中文）
- 时光网上《水滸傳之英雄本色》的資料（简体中文）
- AllMovie上《水滸傳之英雄本色》的资料（英文）
- 爛番茄上《水滸傳之英雄本色》的資料（英文）
- 互联网电影数据库（IMDb）上《水滸傳之英雄本色》的资料（英文）